# Rennen der Barfüßigen
Das Rennen der Barfüßigen (italienisch Corsa degli Scalzi) wird einmal im Jahr auf Sardinien im Rahmen eines Festes zu Ehren des Heiligen Salvatore abgehalten. Das Fest findet von Ende August bis zum ersten Sonntag im September statt. Die Strecke des Rennens verläuft von Cabras nach San Salvatore und zurück.
Das Barfußrennen ist ein Ritus, der eine gute Ernte, guten Fischfang in den Lagunen und die Fruchtbarkeit der Tiere hervorrufen soll. Die Wallfahrt, bei der die Statue barfüßig von Cabras über 12 Kilometer zum Wallfahrtsort San Salvatore di Sinis gebracht wird, stammt aus dem Jahre 1780. Im 20. Jahrhundert wurde dieses Ereignis wieder wachgerufen. 
Die neun Tage andauernden Festivitäten beginnen mit einer Prozession. Von der Kirche Maggiore in Cabras, bringt eine Frauenprozession in alten Trachten die Statue des Heiligen in die Dorfkirche. Das Rennen beginnt am 1. Samstag im September bei Sonnenaufgang. 1000 Leute mit weißen Kutten übernehmen die Statue, um sie in das Heiligtum des Dorfes zu bringen. Das Rennen wiederholt sich, nur andersherum, am darauf folgenden Sonntag, wo es am Eingang des Dorfes von einer großen Menschenmenge erwartet wird, die eine große Prozession bildet und auf dem Kirchenplatz von Santa Maria Assunta (Kirche Maggiore) beendet. 
Im Rahmenprogramm gibt es Theater und Musik in sardischer Sprache, zu guter Letzt ein großes Gelage mit „muggine arrosto“ (geröstete Meeräsche) und Vernaccia (Wein). Die Küche von Cabras zeigt hier ihre phönizischen und pisanischen Einflüsse.

## Legende
Die Legende besagt, dass sich das Rennen auf eine Tat junger Männer (bzw. Frauen) bezieht, die ihr Dorf im Jahre 1506 verlassen hatten, um dem Überfall der Mauren zu entgehen. Sie kamen aber zurück, um den Plünderern die Statue des Heiligen zu entwenden, indem sie Sträucher hinter sich herzogen, um mit der großen Staubwolke eine Armee vorzutäuschen. 